# WWE Heat
WWE HEAT,anteriormente conhecida como WWE Sunday Night HEAT, foi um show de wrestling profissional da WWE. Já transmitido na USA Network, MTV, Sky Sports e Channel 4 no Reino Unido UK e ainda na Spike TV. Seu último episódio foi transmitido via WWE.com no dia 30 de maio de 2008.